# Bystřice nad Pernštejnem
Bystřice nad Pernštejnem är en stad i Tjeckien.   Den ligger i regionen Vysočina, i den östra delen av landet, 150 km öster om huvudstaden Prag. Bystřice nad Pernštejnem ligger 534 meter över havet och antalet invånare är 8 996.
Terrängen runt Bystřice nad Pernštejnem är platt åt sydväst, men åt nordost är den kuperad.Runt Bystřice nad Pernštejnem är det ganska tätbefolkat, med 78 invånare per kvadratkilometer. Närmaste större samhälle är Nové Město na Moravě, 14,2 km väster om Bystřice nad Pernštejnem. I omgivningarna runt Bystřice nad Pernštejnem växer i huvudsak blandskog.